# Bing (motor de căutare)

Logoul Bing folosit de la lansare până în 2013

Logoul Bing folosit din 2013 până în 2016

Logoul Bing folosit din 2016 până în 2020

Bing este un motor de căutare creat de Microsoft care permite căutarea de pagini web, știri, produse și imagini. A fost cunoscut anterior sub denumirile Live Search, Windows Live Search și MSN Search. Pe vremea când se numea MSN Search mai puteau fi căutate grupuri (vezi MSN Groups) sau articole pe enciclopedia Microsoft, Encarta. 
Bing, înlocuitorul Microsoft pentru Live Search, a fost prezentat de Steve Ballmer pe 28 mai 2009, la conferința All Things Digital din San Diego, California, și lansat pe 1 iunie 2009. Noile caracteristici notabile includeau liste de sugestii de căutare în timp ce au fost introduse întrebări și o listă a căutărilor asociate (numită Explore pane) bazată pe tehnologia semantică de la Powerset, achiziționată de Microsoft în 2008. În iulie 2009, Microsoft și Yahoo! a anuntat o intelegere prin care Bing urma să dețină Yahoo! Search. Acordul a fost modificat în 2015, ceea ce înseamnă că Yahoo! era obligat doar să utilizeze Bing pentru o „majoritate” de căutări.
Parteneriatul cu motorul de căutare Yahoo, din iulie 2009, a fost pentru încercarea de a detrona Google. Yahoo afișa rezultatele furnizate de Bing.
Interfața motorului este disponibilă în limba română, iar din ianuarie 2019, regiunea "România" poate fi selectată în setările de căutare.

## Istorie

### MSN Search
Microsoft a lansat inițial MSN Search în al treilea trimestru al anului 1998, utilizând rezultatele căutării de la Inktomi. Acesta a constat dintr-un motor de căutare, un index și un robot de căutare. La începutul anului 1999, MSN Search a lansat o versiune care a afișat înregistrări de la LookSmart amestecate cu rezultate de la Inktomi, cu excepția unei perioade scurte de timp în 1999, când au fost folosite rezultatele de la AltaVista. Microsoft a decis să realizeze o investiție importantă în căutarea pe web, construind propriul robot de căutare pentru MSN Search, indexul căruia a fost actualizat săptămânal și uneori zilnic. Actualizarea a început ca program beta în noiembrie 2004 până în februarie 2005.

## Critică
Un URL introdus greșit în Internet Explorer duce automat la Bing. Acest lucru este văzut de majoritatea criticilor ca o modalitate de creștere a traficului prin acest motor de căutare și o formă de typosquatting. Deși există un meniu de configurare care permite schimbarea motorului de căutare implicit în Internet Explorer, Google, principalul competitor al Bing, nu se află în listă.

## Limbi
Bing este disponibil în mai multe versiuni de limbă. Printre acestea se află chineză simplificată, chineză tradițională, cehă, daneză, engleză, estonă, finlandeză, franceză, germană, greacă, maghiară, italiană, japoneză, coreeană, letonă, lituaniană, norvegiană, olandeză, poloneză, portugheză, română, rusă, slovacă, slovenă, spaniolă, suedeză și turcă.